# Leipste
Leipste är en ort i Estland. Den ligger i Saarde kommun och landskapet Pärnumaa, i den sydvästra delen av landet, 150 km söder om huvudstaden Tallinn. Leipste ligger 72 meter över havet och antalet invånare är 154.
Terrängen runt Leipste är platt. Runt Leipste är det mycket glesbefolkat, med 7 invånare per kvadratkilometer. Närmaste större samhälle är Kilingi-Nõmme, 2,7 km nordväst om Leipste. I omgivningarna runt Leipste växer i huvudsak blandskog.